# Casey Affleck
Caleb Casey McGuire Affleck-Boldt (Falmouth, Massachusetts; 12 de agosto de 1975), más conocido como Casey Affleck, es un actor estadounidense, ganador de un Premio Óscar, un Globo de Oro y un BAFTA.
Durante las décadas de 1990 y 2000 interpretó papeles secundarios en grandes producciones como Good Will Hunting (1997) y Ocean's Eleven (2001), y en exitosas películas independientes como Persiguiendo a Amy (1997). Es el hermano menor del actor y director Ben Affleck, con quien ha colaborado profesionalmente en varias ocasiones. En 2007, el año que catapultó su carrera como actor, Affleck fue reconocido y elogiado por la crítica por su trabajo en Gone Baby Gone y El asesinato de Jesse James por el cobarde Robert Ford, por la última fue nominado a los Premios Óscar como mejor actor de reparto. Años más tarde ganaría el Óscar a mejor actor por su trabajo en Manchester by the Sea en 2016.

## Primeros años
Affleck nació en Falmouth, Massachusetts, segundo hijo de Christine Anne "Chris" Boldt, una empleada de una escuela del distrito y profesora, y de Timothy Byers Affleck, un trabajador social, conserje, mecánico, camarero y exactor de la Compañía teatral de Boston. Affleck tiene ascendencia irlandesa, escocesa, alemana e inglesa (el apellido Affleck es escocés), y es primo lejano del actor Matt Damon. Es tres años menor que su hermano Ben Affleck. Fue educado en una familia episcopal. De niño tuvo varias mascotas, como gatos, serpientes, roedores y tortugas. Asistió a la Universidad George Washington y luego a la Universidad de Columbia en Nueva York, donde estudió física, astronomía y filosofía occidental, pero no se graduó. Trabajó esporádicamente en televisión mientras terminaba la secundaria y asistía a la universidad a principios de la década de 1990.

## Carrera

### Primeros años (1995-2006)
El primer papel de Affleck en el cine fue interpretando a un adolescente sociópata en la comedia de humor negro Todo por un sueño (1995) de Gus Van Sant, junto a Joaquin Phoenix y Nicole Kidman. Después de trabajar junto a Halle Berry en Race the Sun (1996), apareció en dos películas junto a su hermano Ben: Persiguiendo a Amy y Good Will Hunting. La última fue coescrita por Ben y su amigo Matt Damon, que ganarían el Oscar al mejor guion original.
Su carrera continuó con papeles en películas como Desert Blue (1998) con Kate Hudson, la comedia de humor negro Drowning Mona (1999) con Danny DeVito, y la película de terror Soul Survivors (2001) con Eliza Dushku.
En 2001, Affleck formó parte del reparto coral en el remake de la película Rat Pack titulada Ocean's Eleven, dirigida por Steven Soderbergh. Acompañando a las estrellas protagonistas, George Clooney y Brad Pitt, Affleck interpreta a Virgil Malloy, uno de los hermanos mormones contratados para conducir el vehículo del escape. Repitió el papel en las dos secuelas, Ocean's Twelve (2004) y Ocean's Thirteen (2007). En la tercera parte de la trilogía, varias escenas están ambientadas en México, donde Affleck vivió de niño, y donde su personaje tiene diálogos en español, idioma que habla con fluidez.
Coescribió el guion de la película Gerry (2002) junto a Gus Van Sant y Matt Damon. La película, acerca de dos chicos que se pierden mientras van de excursión en el desierto, recibió críticas mixtas y, después de ser estrenada en el Festival de Cine de Sundance, solo fue proyectada en algunos cines de Estados Unidos en 2003. En 2006, Affleck protagonizó Lonesome Jim de Steve Buscemi, e interpretó a un amigo del personaje de Zach Braff en The Last Kiss. Además hizo un cameo en el videoclip "Tired of Being Sorry", dirigido por Joaquin Phoenix para la banda Ringside.

### Éxito como actor (2007-)
En el año 2007, Affleck protagonizó el western El asesinato de Jesse James por el cobarde Robert Ford, interpretando a Robert Ford junto a Brad Pitt (Jesse James). Por su unánimemente elogiada actuación, recibió una nominación al Globo de Oro como mejor actor de reparto, una para los premios del Sindicato de Actores como mejor actor de reparto y una nominación al Oscar como mejor actor de reparto. Entertainment Weekly comentó que "un profético Casey Affleck retrata a Ford como un miedoso lacayo y como un adulador irritante". Otros críticos calificaron a Affleck como "estupendo" y como una "verdadera revelación", dando "una indeleble impresión como un inseguro y poco atractivo alfeñique". El director de la película, Andrew Dominik, dijo que Affleck fue tan bueno en el papel en parte porque, al igual que Ford, él "sabe lo que es vivir detrás de la sombra de alguien", refiriéndose al hermano mayor de Affleck.
En 2007 también interpretó su primer papel como protagonista en una gran producción. Protagonizó el thriller de Boston Gone Baby Gone, haciendo el papel de Patrick Kenzie. Dirigida, producida y coescrita por Ben Affleck, la película fue elogiada por la crítica y Casey consiguió aprobación por su actuación. The Boston Globe comentó: "Nunca antes dejé de considerar a Casey Affleck una estrella de cine, pero bajo la tutela de su gran hermano, florece como protagonista de evidente desparpajo e inteligencia". La revista New York también elogió a Affleck por su interpretación del duro detective privado y concluyó: "Casey Affleck nunca ha tenido un pedestal como el que le da su hermano, y él se lo gana. Su personaje es pálido y rasposo [...] No es imponente físicamente, pero recita palabrotas tan rápido que deja a sus más grandes y peligrosos oponentes con incredulidad".
A continuación, Affleck trabajó junto a Jessica Alba y Kate Hudson en The Killer Inside Me (2010), una adaptación fílmica de la novela del mismo nombre de 1952. En enero de 2010, The Killer Inside Me fue estrenada en el Festival de Sundance, donde no fue bien recibida y creó controversia debido a su exposición gráfica de violencia contra las mujeres, lo que provocó que muchos espectadores abandonaran el cine, incluyendo a Jessica Alba. Sin embargo varios críticos elogiaron el papel de Affleck como un asesino en serie.
En 2010 Affleck estrenó su primera película como director, I'm Still Here, un falso documental sobre la carrera musical de su amigo y cuñado Joaquin Phoenix, que durante un año intentó llevar un estilo de vida como rapero. Después de mucha especulación, Affleck admitió poco después del estreno que el rol de Phoenix fue una "actuación" en vez de un comportamiento genuino, afirmando que él "nunca tuvo la intención de engañar a nadie". La producción fue un trabajo de "realización gonzo" inspirada en periodistas como Hunter S. Thompson.
En abril de 2008, el director Ridley Scott anunció su nuevo proyecto, titulado The Kind One, un drama noir de época, y su estreno se produjo en 2012 con Affleck en el papel principal.
En enero de 2015 el actor confirmó al periódico The Boston Globe que sustituiría a Matt Damon como protagonista en Manchester by the Sea, una película que sería dirigida y escrita por Kenneth Lonergan. Precisamente, en febrero de 2017, Affleck ganó el premio Óscar al mejor actor protagonista por esa actuación, superando a nominados de la talla de Denzel Washington, Ryan Gosling, Viggo Mortensen y Andrew Garfield.

## Vida privada
Affleck se casó con Summer Phoenix, después de seis años de noviazgo, el 3 de junio de 2006 en Savannah, Georgia. La pareja se conoció por el hermano de ella, Joaquin Phoenix. Tienen dos hijos: Indiana August, que nació el 31 de mayo de 2004 en Ámsterdam, y Atticus, que nació en enero de 2008. Se divorciaron en 2016. Ese mismo año comenzó una relación con la actriz Floriana Lima.

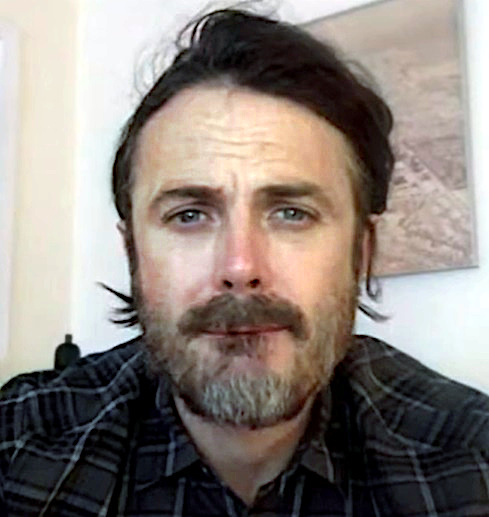
Affleck in 2021

Affleck forma parte de varios movimientos y campañas en favor de los derechos de los animales de PETA y de la protectora Farm Sanctuary. Es vegano, no come carne ni cualquier otro producto de origen animal.
Habla español con fluidez y vive en Los Ángeles, California, y Winter Park, Florida, junto a su familia.
En 2010, Affleck fue demandado por dos excompañeras de trabajo por acoso sexual; el caso fue solucionado extrajudicialmente.

## Filmografía

### Actor
| Año  | Título                                                     | Papel                 |
| ---- | ---------------------------------------------------------- | --------------------- |
| 1988 | Lemon Sky                                                  | Jerry                 |
| 1990 | The Kennedys of Massachusetts (serie)                      | Robert (12 a 15 años) |
| 1995 | To Die For                                                 | Russel Hines          |
| 1996 | Race the Sun                                               | Daniel Webster        |
| 1997 | Persiguiendo a Amy                                         | Little kid            |
| 1997 | Good Will Hunting                                          | Morgan O'Mally        |
| 1998 | Desert Blue                                                | Pete Kepler           |
| 1999 | 200 Cigarettes                                             | Tom                   |
| 1999 | American Pie                                               | Tom Myers             |
| 1999 | Floating                                                   | Prep #1               |
| 2000 | Drowning Mona                                              | Bobby Calzone         |
| 2000 | Committed                                                  | Jay                   |
| 2000 | Hamlet                                                     | Fortinbras            |
| 2000 | Attention Shoppers                                         | Jed                   |
| 2001 | Ocean's Eleven                                             | Virgil Malloy         |
| 2001 | American Pie 2                                             | Tom Myers             |
| 2001 | Soul Survivors                                             | Sean                  |
| 2002 | Gerry                                                      | Gerry                 |
| 2004 | Ocean's Twelve                                             | Virgil Malloy         |
| 2005 | Lonesome Jim                                               | Jim                   |
| 2006 | The Last Kiss                                              | Chris                 |
| 2007 | Ocean's Thirteen                                           | Virgil Malloy         |
| 2007 | The Assassination of Jesse James by the Coward Robert Ford | Robert Ford           |
| 2007 | Gone Baby Gone                                             | Patrick Kenzie        |
| 2010 | The Killer Inside Me                                       | Lou Ford              |
| 2010 | I'm Still Here                                             | Louis Adams           |
| 2011 | Tower Heist                                                | Charlie Gibbs         |
| 2012 | Cogan's Trade                                              |                       |
| 2012 | ParaNorman                                                 | Mitch                 |
| 2012 | The Kind One                                               | Danny Landon          |
| 2013 | Ain't them bodies saints                                   | Bob Muldoon           |
| 2013 | Out of the Furnace                                         | Rodney Baze Jr.       |
| 2014 | Interstellar                                               | Tom                   |
| 2016 | The Finest Hours                                           | Ray Sybert            |
| 2016 | Manchester by the Sea                                      | Lee Chandler          |
| 2016 | Triple Nine                                                | Chris Allen           |
| 2016 | Lewis and Clark (serie)                                    | Meriwether Lewis      |
| 2017 | A Ghost Story                                              | C                     |
| 2019 | Our Friend                                                 | Matthew Teague        |
| 2023 | Dreamin' Wild                                              | Donnie Emerson        |
| 2023 | Oppenheimer                                                | Boris Pash            |
| 2024 | The Instigators                                            | Cobby                 |

### Director
| Año  | Título                   | Notas |
| ---- | ------------------------ | ----- |
| 1999 | Untitled Sundance Shorts |       |
| 2010 | I'm Still Here           |       |
| 2019 | Light of My Life         |       |

### Escritor
| Año  | Título         | Notas |
| ---- | -------------- | ----- |
| 2002 | Gerry          |       |
| 2010 | I'm Still Here |       |

### Productor
| Año  | Título         | Notas                                        |
| ---- | -------------- | -------------------------------------------- |
| 2003 | All Grown Up   | Película para televisión Productor ejecutivo |
| 2010 | I'm Still Here |                                              |

## Premios y distinciones
Premios Óscar
| Año  | Categoría              | Película                                                   | Resultado |
| ---- | ---------------------- | ---------------------------------------------------------- | --------- |
| 2008 | Mejor actor de reparto | The Assassination of Jesse James by the Coward Robert Ford | Nominado  |
| 2017 | Mejor actor            | Manchester by the Sea                                      | Ganador   |
| 2017 | Mejor película         | Manchester by the Sea                                      | Nominado  |

Globos de Oro
| Año  | Categoría              | Película                                                   | Resultado |
| ---- | ---------------------- | ---------------------------------------------------------- | --------- |
| 2007 | Mejor actor de reparto | The Assassination of Jesse James by the Coward Robert Ford | Nominado  |
| 2016 | Mejor actor - Drama    | Manchester by the Sea                                      | Ganador   |

Premios BAFTA
| Año  | Categoría   | Película              | Resultado |
| ---- | ----------- | --------------------- | --------- |
| 2016 | Mejor actor | Manchester by the Sea | Ganador   |

Sindicato de Actores
| Año  | Categoría              | Película                                                   | Resultado |
| ---- | ---------------------- | ---------------------------------------------------------- | --------- |
| 2007 | Mejor actor de reparto | The Assassination of Jesse James by the Coward Robert Ford | Nominado  |
| 2016 | Mejor actor            | Manchester by the Sea                                      | Nominado  |
| 2016 | Mejor reparto          | Manchester by the Sea                                      | Nominado  |

Crítica Cinematográfica
| Año  | Categoría              | Película                                                   | Resultado |
| ---- | ---------------------- | ---------------------------------------------------------- | --------- |
| 2007 | Mejor actor de reparto | The Assassination of Jesse James by the Coward Robert Ford | Nominado  |
| 2016 | Mejor actor            | Manchester by the Sea                                      | Ganador   |
| 2016 | Mejor reparto          | Manchester by the Sea                                      | Nominado  |

Independent Spirit Awards
| Año  | Categoría   | Película              | Resultado |
| ---- | ----------- | --------------------- | --------- |
| 2016 | Mejor actor | Manchester by the Sea | Ganador   |

Satellite Awards
| Año  | Categoría                      | Película                                                   | Resultado |
| ---- | ------------------------------ | ---------------------------------------------------------- | --------- |
| 2007 | Mejor actor de reparto - Drama | The Assassination of Jesse James by the Coward Robert Ford | Ganador   |
| 2013 | Mejor actor de reparto - Drama | Out of the Furnace                                         | Nominado  |
| 2016 | Mejor actor                    | Manchester by the Sea                                      | Nominado  |